# NGC 5803
NGC 5803 ist eine Linsenförmige Galaxie vom Hubble-Typ E-S0 im Sternbild Waage an der Ekliptik und ist schätzungsweise 339 Millionen Lichtjahre von der Milchstraße entfernt. 
Sie wurde am 2. Mai 1785 vom US-amerikanischen Astronomen Francis Leavenworth entdeckt.